# 球形粘体虫
球形粘体虫（学名：Myxosoma sphaerica）为粘体科粘体虫属的动物。分布于俄罗斯、日本以及浙江、江西、黑龙江等，营寄生生活，寄生在鳃（花䱻）、肾（鲢、花䱻、银鲫）、肠（鲢）。